# Desmodium urarioides
Desmodium urarioides là một loài thực vật có hoa trong họ Đậu. Loài này được (S.F.Blake) B.G.Schub. & McVaug miêu tả khoa học đầu tiên.